# Atsushi Ebihara
Atsushi Ebihara (romanización del japonés 海老原 淳) (1965) es un botánico, y pteridólogo japonés. Es especialista en la sistemática de los helechos, y particularmente de la familia de las himenofilláceas.
En 2006, obtuvo su doctorado Ph.D. en la Universidad de Tokio, y trabajó en el "Departamento de Botánica" Museo Nacional de Ciencia de Japón , ejerciendo la función de conservador de las colecciones de plantas vasculares.

## Algunas publicaciones
- Atsushi Ebihara, Sabine Hennequin, Jean-Yves Dubuisson, Harald Schneider. 2010. Chromosome number evolution in Hymenophyllum (Hymenophyllaceae), with special reference to the subgenus Hymenophyllum. Molecular Phylogenetics and Evolution 55 ( 1 ) : 47-59
- -------------, Joël H. Nitta, David Lorence, Jean-Yves Dubuisson. 2009. New records of Polyphlebium borbonicum, an African filmy fern, in the New World and Polynesia. Am. Fern J. 99 : 200-206

- -------------, Sadamu Matsumoto , Motomi Ito. 2009. Hybridization involving independent gametophytes in the Vandenboschia radicans complex (Hymenophyllaceae): a new perspective on the distribution of fern hybrids. Molecular Ecology 18 ( 23 ) : 4904-4911

- -------------, Sadamu Matsumoto , Motomi Ito. 2009. Taxonomy of the reticulate Vandenboschia radicans complex (Hymenophyllaceae) in Japan - Acta Phytotax. Geobot. 60 : 26-40

- Notes on the Distribution of the Vandenboschia radicans Complex (Hymenophyllaceae) in Japan. 2009. Bull. of the National Museum of Nature and Science, Séries B, 35 : 71-89
- -------------, Donald R. Farrar, Motomi Ito. 2008. The sporophyte-less filmy fern of eastern North America Trichomanes intricatum (Hymenophyllaceae) has the chloroplast genome of an Asian species. Am. J. of Botany 95 : 1645-1651

- -------------, Sabine Hennequin, Eric Schuettpelz, Kathleen M. Pryer, Jean-Yves Dubuisson. 2008. Divergence times and the evolution of epiphytism in filmy ferns (Hymenophyllaceae) revisited. International J. of Plant Sci. nov./dic. 2008 169 ( 9 ) : 1278-1287

- -------------, K. Miyashita. 2008. Type Collection in the Herbarium of National Museum of Nature and Science (TNS). Ericales, Primulales and Lamiales. Bull. of the National Museum of Nature & Sci. Séries B, 33 : 103-111

- Hymenophyllaceae collected in the Mt. Kinabalu Area in 2000 and 2007. 2008. Memoirs of the National Museum of Nature and Science 45 : 105-110

- -------------, K. Miyashita. 2008. Type Collection in the Herbarium of National Museum of Nature and Science (TNS). Salicales, Fagales, Urticales, Proteales, Santalales, Polygonales and Centrospermae. Bull. of the National Museum of Nature & Sci. Séries B, 33 : 23-29

- -------------, Kunio Iwatsuki, Motomi Ito, Sabine Hennequin, Jean-Yves Dubuisson. 2007. A global molecular phylogeny of the fern genus Trichomanes (Hymenophyllaceae) with special reference to stem anatomy. Botanical J. of the Linnean Soc. 155 : 1-27

- -------------, Kunio Iwatsuki, Motomi Ito, Jean-Yves Dubuisson. 2007. Systematics of Trichomanes (Hymenophyllaceae: Pteridophyta), progress and future interests. Fern Gazette 18 : 53-58 Resumen disponible en línea

- -------------, Kunio Iwatsuki. 2007. The Hymenophyllaceae of the Pacific Area 1. Hymenophyllum subgen. Hymenophyllum. Bull. of the National Museum of Nature & Sci. Séries B, 33 : 55-68

- -------------, Jean-Yves Dubuisson, Kunio Iwatsuki, Sabine Hennequin, Motomi Ito. 2006. A taxonomic revision of Hymenophyllaceae. Blumea 51 : 221-280

- -------------, Sabine Hennequin, Motomi Ito, Kunio Iwatsuki, Jean-Yves Dubuisson. 2006. New insights into the phylogeny of the genus Hymenophyllum s.l. (Hymenophyllaceae): Revealing the polyphyly of Mecodium. Systematic Botany 31 ( 2 ) : 271-284

- -------------, -------------, -------------, -------------, -------------. 2006. Phylogenetic systematics and evolution of the genus Hymenophyllum s.l. (Hymenophyllaceae: Pteridophyta) - Proc. of the Ferns for the 21st Century Conference, Edinburgh 2004. Fern Gazette 17 : 247-257

- -------------, Su-juan Lin, Kunio Iwatsuki. 2006. Cytological observations on Lindsaea trichomanoides (Lindsaeaceae), a fern species from New Zealand. J. Jpn. Bot. 81 : 103-106

- -------------, Hiroshi Ishikawa, Sadamu Matsumoto, Su-juan Lin, Kunio Iwatsuki, Masayuki Takamiya, Yasuyuki Watano, Motomi Ito. 2005. Nuclear DNA, chloroplast DNA, and ploidy analysis clarified biological complexity of the Vandenboschia radicans complex (Hymenophyllaceae) in Japan and adjacent areas. Am. J. of Botany 92 : 1535-1547

- -------------, Su-juan Lin, Misuzu Nagamoto, Kunio Iwatsuki. 2004. Hybridization and Reticulation in Japanese /Polystichum/ (Dryopteridaceae). Sakura : Communication à l'International Symposium of Asian Plants Diversity and Systematics

- -------------, Sabine Hennequin, Kunio Iwatsuki, Peter D. Bostock, Sadamu Matsumoto, Razali Jaman, Jean-Yves Dubuisson, Motomi Ito. 2004. Polyphyletic origin of Microtrichomanes (Prantl) Copel. (Hymenophyllaceae), with a revision of the species. Taxon 53 ( 4 ) : 935-948 Resumen en Jstor

- -------------, Kunio Iwatsuki, Takeshi A. Ohsawa, Motomi Ito. 2003. Hymenophyllum paniense (Hymenophyllaceae), a new species of filmy fern from New Caledonia. Systematic Botany 28 (2) : 228-235

- -------------, Sabine Hennequin, Motomi Ito, Kunio Iwatsuki, Jean-Yves Dubuisson. 2003. Molecular systematics of the fern genus Hymenophyllum s.l. (Hymenophyllaceae) based on chloroplastic coding and noncoding regions. Molec. Phylogen. Evol. 27 : 283-301

- -------------, Kunio Iwatsuki, S. Kurita, Motomi Ito. 2002. Systematic position of Hymenophyllum rolandi-principis Rosenst. or a monotypic genus Rosenstockia Copel. (Hymenophyllaceae) endemic to New Caledonia. Acta Phytotaxonomica et Geobotanica 53 : 35–49

- -------------, -------------, Motomi Ito. 2001. Hymenophyllaceae - Systematics and Revision for Flora Malesiana. Sydney : Communication au Pteridophyte Mini-symposium - a symposium and workshop on the ferns and fern allies of the Malesian region
- La abreviatura «Ebihara» se emplea para indicar a Atsushi Ebihara como autoridad en la descripción y clasificación científica de los vegetales.[2]